# Raku

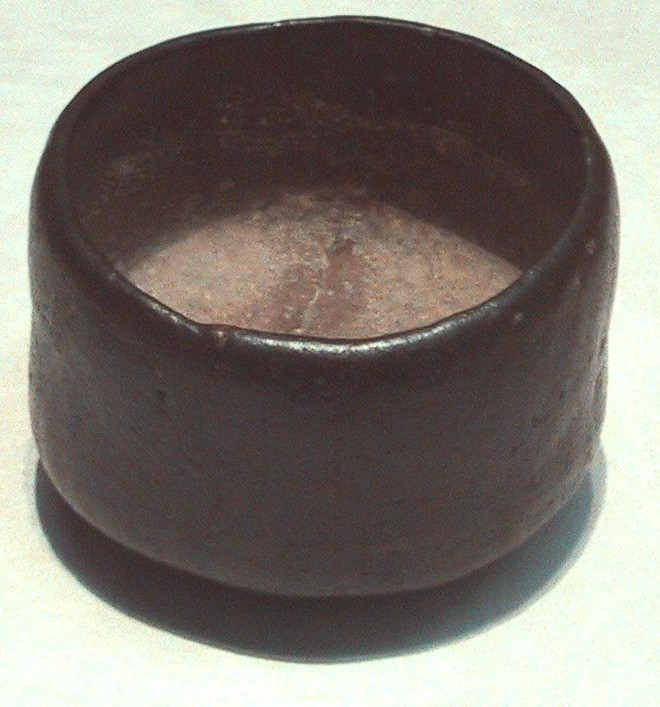
Un got negre chawan d'estil raku utilitzat per a te gruix (Museu Nacional de Tòquio)

El raku-yaki (楽 焼) és una tècnica tradicional oriental d'elaboració de ceràmica utilitària. Es pensa que és originària de Corea, però és al Japó que s'ha desenvolupat amb més succés. De la fi del segle xvi ençà, el raku va atraure els mestres del te, influïts per la filosofia budista zen, els quals hi veien un retorn conscient al directe i primitiu tractament de l'argila. Durant la cerimònia del te, els participants bevien la infusió en gerres fabricades per ells mateixos. El kanji (ideograma equivalent a 'paraula') raku significa 'tranquil·litat', però també 'diversió' o 'felicitat'.

## Procés del raku
Les peces es porten a un forn petit a 900 graus centígrads aproximadament, depenent de l'esmalt o llustre utilitzat. Quan els esmalts assoleixen el seu punt de cocció, es treuen en estat d'incandescència i es dipositen acuradament, amb l'ajuda de pinces de ferro, en un recipient ple d'encenalls de fusta (també es poden utilitzar fulls de diari o fulles seques d'arbre). El contacte amb aquest mitjà incendia l'encenall, les fulles o el paper, i es genera una enorme quantitat de fum que penetra en la peça i entra a ser-ne part. Els esmalts (òxids) amb què han estat pintades les peces proporcionen una part de l'oxigen per a aquesta combustió, convertint-se així en metall pur, la qual cosa li dona l'aparença característica a aquesta ceràmica. Després de diversos minuts, el procés químic es fixa baixant bruscament la temperatura amb aigua. S'obtenen al final tonalitats, textures, matisos i colors mai iguals d'una peça a una altra, que poden ser des de vermells metal·litzats fins a clivellats, nacrats i tornassols característics d'aquesta tècnica.
Com que no és gens estrany que, en el procés, sempre manual, es trenqui alguna peça, per les seves tensions internes en col·locar-la a la calor, o en canviar de temperatura, els ceramistes raku aprofiten els trossets per a la creació de noves formes i estampats en futures peces o bé fan soldar els fragments amb metalls preciosos, que adquireixen així més valor. Aquesta tècnica es coneix amb el nom de Kintsugi.